# Baixador de Mata
El Baixador de Mata és una obra noucentista de Porqueres (Pla de l'Estany) inclosa a l'Inventari del Patrimoni Arquitectònic de Catalunya.

## Descripció
Construcció de petites dimensions d'una sola planta, de forma rectangular, i coberta plana. A la façana principal, davant de l'antiga via de tren, hi ha una porta rectangular en un costat i a l'altre tres finestres, també rectangulars. Una motllura ressegueix les obertures, el sòcol i el contorn de la façana; per sobre hi ha una cornisa que separa el frontó que té forma curvilínia al centre.

## Història
La línia del Tren Pinxo de Banyoles era de 16 quilòmetres i va ser realitzada l'any 1909 per l'enginyer belga Climent Destrebecqz, però les obres no es van dur a terme fins a l'any 1926. només es conserva l'edifici del baixador de Mata. L'ajuntament té previst convertir aquesta estació en un petit museu ferroviari.